# Сєверний район (Оренбурзька область)
Сє́верний район (рос. Северный район) — муніципальний район Оренбурзької області Російської Федерації.
Адміністративний центр — село Сєверне.

## Географія
Сєверний район розташований на північному заході Оренбурзької області та межує: на заході і північному заході — з Самарською областю, на півночі і сході — з Татарстаном, на південному сході і півдні — з Абдулинським міським округом і Бугурусланським районом Оренбурзької області. Протяжність району з заходу на схід — 80 км, з півночі на південь — 55 км.

## Історія
Сок-Кармалинський район був утворений 7 грудня 1934 року у складі новоствореної Оренбурзької області. Тоді ж був утворений і Секретарський район. У січні 1957 року Секретарський район був ліквідований та приєднаний до складу Сок-Кармалинського, а останній перейменований в сучасну назву. 1963 року район був ліквідований, територія розподілена між укрупненими Бугурусланським та Абдулинським районами. 1965 року Сєверний район був відновлений в старих межах.

## Населення
Населення — 12124 особи (2019; 15012 в 2010, 18511 у 2002).

## Адміністративний поділ
Район адміністративно поділяється на 15 сільських поселень:
| Поселення                          | Площа, км² | Населення, осіб (2002) | Населення, осіб (2010) | Населення, осіб (2019) | Центр              | Населені пункти |
| ---------------------------------- | ---------- | ---------------------- | ---------------------- | ---------------------- | ------------------ | --------------- |
| Аксьонкінська сільська рада        | 110,84     | 1160                   | 741                    | 490                    | Аксьонкіно         | 4               |
| Бакаєвська сільська рада           | 70,04      | 1095                   | 971                    | 804                    | Бакаєво            | 4               |
| Каменногорська сільська рада       | 124,96     | 469                    | 337                    | 250                    | Каменногорське     | 2               |
| Красноярська сільська рада         | 126,89     | 735                    | 627                    | 484                    | Красноярка         | 4               |
| Кряжлинська сільська рада          | 110,21     | 1163                   | 847                    | 594                    | Кряжли             | 3               |
| Курсько-Васильєвська сільська рада | 107,35     | 711                    | 623                    | 529                    | Курська Васильєвка | 5               |
| Михеєвська сільська рада           | 156,08     | 689                    | 447                    | 301                    | Ремчугово          | 8               |
| Мордово-Добринська сільська рада   | 111,80     | 1077                   | 751                    | 531                    | Мордово-Добрино    | 6               |
| Нижньочеляєвська сільська рада     | 155,98     | 944                    | 775                    | 599                    | Большедорожне      | 5               |
| Новодомосейкінська сільська рада   | 212,96     | 914                    | 632                    | 463                    | Новодомосейкіно    | 9               |
| Ричковська сільська рада           | 158,14     | 761                    | 672                    | 530                    | Октябрське         | 3               |
| Руськокандизька сільська рада      | 134,07     | 1010                   | 772                    | 585                    | Руський Кандиз     | 3               |
| Секретарська сільська рада         | 127,20     | 701                    | 534                    | 376                    | Секретарка         | 3               |
| Сєверна сільська рада              | 163,24     | 5888                   | 5422                   | 4972                   | Сєверне            | 6               |
| Староборискинська сільська рада    | 220,25     | 1194                   | 861                    | 616                    | Староборискино     | 6               |

2013 року була ліквідована Стародомосейкінська сільська рада, територія увійшла до складу Міхеєвської сільради; була ліквідована Яковлевська сільська рада, територія увійшла до складу Новодомосейкінської сільради.

## Найбільші населені пункти
Нижче подано перелік населених пунктів з чисельність населення понад 1000 осіб:
| № | Населений пункт | Населення, осіб (2002) | Населення, осіб (2010) |
| - | --------------- | ---------------------- | ---------------------- |
| 1 | Сєверне         | 4721                   | 4424                   |